# Comodato
Um comodato (commodatum), também conhecido como empréstimo para uso, no direito civil e no direito escocês, é um empréstimo gratuito; um empréstimo, ou concessão gratuita de qualquer coisa móvel ou imóvel, por um certo período de tempo, com a condição de devolver ao indivíduo nas mesmas condições ao fim do prazo. 

É um tipo de empréstimo, ou contrato, com uma diferença: o comodato é grátis e não transfere a propriedade; o objeto em questão deve ser devolvido em essência, e sem deterioração, então objetos que sofrem depreciação pelo uso ou pelo tempo não podem ser objetos de um comodato, mas de um empréstimo, pois, embora possam ser devolvidos em espécie, não podem ser identificados. 